# Хамид Карзај
Хамид Карзај (арап. حامد کرزی; Карз, 24. децембар 1957) је био председник Авганистана од децембра 2001. године до септембра 2014. године.
Независни је кандидат. Ожењен је и има сина.